# Адалберт I (Ивреа)
Адалберт I от Ивреа (на италиански: Adalberto d'Ivrea, * ок. 870, † сл. 28 февруари 929) е маркграф на Ивреа от 896/900 г. до смъртта си и граф на Парма около 921 г. 

## Произход
Той е син на Анскар I от Уш (* 860, † 902), маркграф на Ивреа, и неизвестна жена. Има един вероятен брат:
- Амадей, пфалцграф и граф на Милано (896 – 900)

## Биография
Наследява баща си Анскар I през 896/900 г. Баща му активно участва в битките за Италианското кралство, но Адалберт I остава неутрален по време на първата италианска експедиция на Лудвиг II Провански, като се сближава с него едва след коронацията му за император през 855 г. 
По-късно Беренгар I от Фриули – император на Свещената Римска империя (915 – 924) и крал на Италия (888 – 889, 896 – 901 и 905 – 924), му предлага богати дарове и ръката на единствената си дъщеря Гисла, като по този начин го определя като възможен наследник. Бракът е сключен около 903 г. Докато Гисла е жива, Адалберт I е верен на тъста си, но след като овдовява, през 913/915 г. той се жени за Ерменгарда от Тусция, влизайки в политическата игра на Дом Бонифации, управляващ Тусция. 
През 916 – 917 г. основната му грижа са набезите на сарацините, проникнали в Пиемонт. 
През 920 – 921 г. e в центъра на движение, целящо свалянето на Беренгар I и замяната му с Рудолф II Бургундски, към когото са насочени симпатиите на италианските господари от бургундски произход, като самия Адалберт. Заговорниците Адалберт I, маркграф Оделрих, архиепископът на Милано Ламберт и граф Гуиберт от Бергамо се събират в планините на Бреша, подготвяйки се да тръгнат към Верона, за да заловят императора. Беренгар I обаче изпраща срещу тях група унгарски наемници, които ги обграждат отзад и внезапно ги нападат. Адалберт I, след като разбира, че не може да избегне залавянето, захвърля онова, което може да разкрие състоянието му, взема дрехите на един от хората си, откупва се на много ниска цена и се спасява. Въпреки поражението на своите италиански поддръжници Рудолф II влиза в Италия в края на 921 г. и приема кралската титла; но едва след смъртта на Беренгар I през 924 г. той успява да се наложи извън териториите, контролирани от архиепископа на Милано и Маркграфа на Ивреа. Анскар I се появява в двора му едва в първите дни на управлението, посещаван вместо това от съпругата му Ерменгарда и синовете му Беренгар и Анскар.
В документ за дарение на Кастелвекио ди Асти през 924 г. от страна на крал Рудолф II на виконт Адалберт, децата му са определени като „incliti comites“. Това предполага, че те са били наградени с някакво второстепенно графство. Някои учени предполагат, че Анскар е управлявал Графство Асти, а Беренгар – Графство Торино.
При Адалберт I титлата „маркграф“ се появява за първи път в документ от 28 февруари 926 г., който гласи: Ego Adalberto gratia dei humilis marzo hic in Italia (от лат. „Аз, Адалберт, с Божията милост, скромен маркграф тук в Италия“).
Адалберт I не участва в събитията, довели до експулсирането на Рудолф II през 926 г. и избирането нa Хуго Провански (съпруг на вдовицата на Рудолф II) за нов крал на Италия. Отсъствието му от политическата сцена вероятно се дължи на сериозно заболяване, а не на военни ангажименти по границите.
Последното известно действие на Адалберт I е дарение, направено на 28 февруари 929 г. на църквата „Свети Андрей“ в Торино, с присъствието на крал Хуго I. Смъртта му трябва да се постави след тази дата.

## Брак и потомство
Жени се два пъти:
∞ 1. ок. 898/900 или ок. 903 за Гисла от Фриули (* 880/885; † 13 юни 910), дъщеря на Беренгар I, император на Свещената Римска империя, крал на Италия и маркграф на Фриули от род Унруохинги, и на Бертила от Сполето, от която има един син:
- Беренгар II (* ок. 900; † 6 август 966, Бамберг), маркграф на Ивреа (936 – 941), крал на Италия (950 – 961), ∞ 930/931 за Вила Арлска/ Тосканска (* ок. 910; † сл. 963), от която има трима сина и три или четири дъщери;

∞ 2. 915 за Ерменгарда от Тусция (* 901; † 29 февруари 932), дъщеря на маркграф Адалберт II Богатия от Тусция и на Берта от Лотарингия, от която има един или двама сина:
- Анскар (III) от Ивреа († ок. 940§941 убит, маркграф на Камерино и херцог на Сполето ок. 923/924; ∞ за неизв., от която има един син
- Адалберт, граф на Помбия ок. 926 г., ∞ за неизв., от която има вероятно двама сина.